# Psyttalia ngomeensis
Psyttalia ngomeensis är en stekelart som först beskrevs av Fischer 1972.  Psyttalia ngomeensis ingår i släktet Psyttalia och familjen bracksteklar. Inga underarter finns listade i Catalogue of Life.